# Скоблов, Дмитрий Сергеевич
Дми́трий Серге́евич Ско́блов (укр. Дмитро Сергійович Скоблов; 30 ноября 1989) — украинский футболист, полузащитник.

## Игровая карьера
Воспитанник мариупольского футбола. Первые тренеры — Анатолий Александрович Стрепетов и В. Е. Коновалов. В ДЮФЛ защищал цвета футбольной академии Енакиевского металлургического завода. В 2005 году в составе запорожского «Космоса» играл в финальной части этого турнира.
После завершения обучения играл во второй лиге за «Ильичёвец-2». В первой команде «ильичей» дебютировал 3 августа 2007 года в матче первой лиги против «Крымтеплицы». После возвращения мариупольцев в высший дивизион Скоблов играл в молодёжном первенстве. В этом турнире сыграл более 120 матчей, что являлось одним из рекордных показателей. Не один год был лидером в дубле. По собственным словам футболиста, он неоднократно просился в аренду, но его не отпускали. Затем получил травму и больше предложений не было. За этот период Скоблов лишь дважды играл за «Ильичёвец» в официальных матчах. В розыгрыше Кубка Украины 2009/10 годов футболист выходил на поле в матчах против свердловского «Шахтёра» и симферопольской «Таврии».
Летом 2012 года перешёл в «Шахтёр-3», где выступал два сезона во второй лиге. Наряду с Акимовым и Илюком был одним из самых опытных игроков в этой команде. Вместе с Акимовым выполнял основную работу в центре поля. Много пользы приносили они и исполнением штрафных, и распасовкой. Этот дуэт 24-летних полузащитников для «Шахтёра-3» был фактически незаменим.
Летом 2014 года вернулся в «Ильичёвец». В Премьер-лиге дебютировал 1 ноября того же года на 89-й минуте игры против полтавской «Ворсклы», заменив Сергея Шевчука. До конца сезона Скоблов успел поучаствовать ещё в 11 играх высшего дивизиона, в 8 из которых выходил в стартовом составе. Следующий сезон тоже провел в составе «приазовцев», но уже не так часто выходил на поле.
Летом 2016 года подписал двухлетний контракт с «Буковиной», но в январе 2017 года по обоюдному согласию сторон прекратил сотрудничество с черновицкой командой и подписал контракт с клубом «Гелиос». В декабре того же года покинул харьковский клуб и присоединился к составу луцкой «Волыни». По завершении 2017/18 сезона покинул команду и подписал контракт с краматорским «Авангардом», за который выступал до лета 2019 года. С июля выступал уже за другого представителя первой украинской лиги: «Кремень» (Кременчуг), а в феврале 2020 года подписал контракт с запорожским «Металлургом».

## Личная жизнь
Женат. С женой Кристиной воспитывает дочь Еву.

## Статистика
| Клуб                  | Лига         | Сезон   | Чемпионат | Чемпионат | Кубок | Кубок | Дубль | Дубль |
| Клуб                  | Лига         | Сезон   | Игры      | Голы      | Игры  | Голы  | Игры  | Голы  |
| --------------------- | ------------ | ------- | --------- | --------- | ----- | ----- | ----- | ----- |
| Ильичёвец             | Премьер-лига | 2006/07 |           |           |       |       | 16    | 0     |
| Ильичёвец-2           | Вторая лига  | 2006/07 | 26        | 3         |       |       |       |       |
| Ильичёвец             | Первая лига  | 2007/08 | 1         | 0         |       |       |       |       |
| Феникс-Ильичёвец      | Первая лига  | 2007/08 | 14        | 0         |       |       |       |       |
| Ильичёвец-2           | Вторая лига  | 2007/08 | 8         | 1         |       |       |       |       |
| Ильичёвец             | Премьер-лига | 2008/09 |           |           |       |       | 23    | 2     |
| Ильичёвец             | Премьер-лига | 2009/10 |           |           | 2     | 0     | 25    | 3     |
| Ильичёвец             | Премьер-лига | 2010/11 |           |           |       |       | 28    | 7     |
| Ильичёвец             | Премьер-лига | 2011/12 |           |           |       |       | 26    | 7     |
| Шахтёр-3              | Вторая лига  | 2012/13 | 22        | 5         |       |       |       |       |
| Шахтёр-3              | Вторая лига  | 2013/14 | 28        | 9         |       |       |       |       |
| Ильичёвец             | Премьер-лига | 2014/15 | 12        | 0         | 1     | 0     | 3     | 0     |
| Ильичёвец             | Первая лига  | 2015/16 | 6         | 0         |       |       |       |       |
| Буковина              | Первая лига  | 2016/17 | 18        | 4         | 1     | 0     |       |       |
| Гелиос                | Первая лига  | 2016/17 | 13        | 0         |       |       |       |       |
| Гелиос                | Первая лига  | 2017/18 | 20        | 2         | 1     | 0     |       |       |
| Волынь                | Первая лига  | 2017/18 | 7         | 0         |       |       |       |       |
| Авангард (Краматорск) | Первая лига  | 2018/19 | 18        | 1         | 1     | 0     |       |       |
| Кремень               | Первая лига  | 2019/20 | 16        | 2         | 1     | 0     |       |       |
| Металлург (Запорожье) | Первая лига  | 2019/20 | 3+2       | 0         |       |       |       |       |